# Cyprus Rally 2011
Die Cyprus Rally 2011 war der elfte und abschließende Lauf zur Intercontinental Rally Challenge 2011. Die Rallye wurde vom 3. bis 5. November auf Zypern ausgetragen.

## Hintergrund
Das Fahrerlager der Rallye Zypern befand sich 2011 erstmals in der Hafenstadt Paphos im Südwesten der Insel. Die Rallye wurde im Troodos-Gebirge weiter nördlich im Landesinneren ausgetragen. Es wurden elf Wertungsprüfungen über eine Distanz von 187,58 gewerteten Kilometern ausgefahren. Die Rallye begann am Donnerstagabend mit einer kurzen Zuschauer-Wertungsprüfung in Paphos. Darauf folgten vier Prüfungen am Freitag und sechs am Samstag.
Eine Besonderheit der Rallye war der abwechslungsreiche Fahrbahnbelag. Zum Teil führte die Route über groben und rauen Schotter, zum Teil aber auch über aufgebrochenen Asphalt mit betonierten Abschnitten. Der Anteil von Schotterstraßen und asphaltierten Straßen war in etwa ausgeglichen.
Dies erforderte Kompromisse bei der Fahrwerksabstimmung. Die Reifenhersteller setzten auf unterschiedliche Strategien, um mit der unterschiedlichen Streckenbeschaffenheit umzugehen. Michelin rüstete die Teams sowohl mit Slicks für Asphalt als auch mit reinen Schotterreifen aus. Hingegen lieferten Pirelli und Yokohama Mischreifen. Diese waren auf Wertungsprüfungen mit wechselhaftem Fahrbahnbelag im Vorteil.
Unter allen IRC-Wertungsläufen der Saison 2011 hatte die Cyprus Rally die höchste Priorität, denn es wurde das Doppelte der ansonsten üblichen Punktzahl für das Ergebnis vergeben. Dadurch wollten die Organisatoren der IRC bewirken, dass die Entscheidung um den Titel möglichst erst beim letzten Saisonlauf fällt und die Teilnehmerzahlen nicht einknicken.
Vor dem Start der Rallye hatten noch sechs Fahrer Chancen auf den Gesamtsieg der IRC. Jan Kopecký führte die Fahrerwertung mit 131 Punkten vor Juho Hänninen mit 125 Punkten und Thierry Neuville mit 115 Punkten an. Auch für Andreas Mikkelsen mit 111,5 Punkten, Bryan Bouffier mit 110,5 Punkten und Freddy Loix mit 103 Punkten bestanden noch Chancen. Bouffier konnte aber nicht mehr in den Titelkampf eingreifen, da Peugeot nur ein Fahrzeug für den besser platzierten Neuville an den Start brachte. Da Kopecký aufgrund der Streichresultats-Regelung den höchsten Punkteverlust zu erwarten hatte, galt er trotz seiner Tabellenführung nicht als der Topfavorit auf den Titel. Stattdessen wurde eher mit Hänninen und Neuville gerechnet.
Neben den fünf Titelkandidaten starteten unter anderem auch die regulären IRC-Teilnehmer Patrik Sandell und Karl Kruuda, die beiden Škoda-Deutschland-Piloten Matthias Kahle und Mark Wallenwein sowie Toshihiro Arai und Nasser Al-Attiyah. Al-Attiyah als namhaftester Gaststarter absolvierte mit einem Ford Fiesta S2000 seinen ersten IRC-Einsatz der Saison 2011 und peilte den Sieg an. Insgesamt hatte die Rallye aber eher ein relativ schwach besetztes Fahrerfeld aufzuweisen. Zur Rallye waren 34 Fahrzeuge gemeldet. Kopeckýs Copilot Petr Starý musste den Start krankheitsbedingt absagen und wurde von Pavel Dresler ersetzt.

## Verlauf
Andreas Mikkelsen gewann die Zuschauerprüfung mit rund drei Sekunden Vorsprung. Am nächsten Tag kam Juho Hänninen auf WP2 bereits in der zweiten Kurve von der Straße ab und überschlug sich. Er konnte daraufhin nicht mehr weiterfahren und verlor schon in dieser frühen Phase der Rallye seine Chancen auf den Titel. Der weiterhin in Führung liegende Mikkelsen leistete sich auf WP3 ebenfalls einen Fahrfehler. Bei seinem Dreher kam er nur knapp vor einem Abgrund zum Stehen. Zwar konnte er mit rund 10 Sekunden Zeitverlust weiterfahren, verlor die Führung aber an Thierry Neuville. Doch eine defekte Lichtmaschine kostete Neuville auf WP4 fast drei Minuten, was ihn ebenfalls aus dem Titelkampf hinauswarf. Anschließend verzichtete er auf die Weiterfahrt, um seinen Motor zu schonen. Mikkelsen ging somit wieder in Führung und fuhr nun wieder die schnellsten Zeiten. Am Ende des Tages hatte er nach WP5 einen Vorsprung von 20,7 Sekunden auf Nasser Al-Attiyah herausgefahren. Jan Kopecký lag 46,1 Sekunden zurück und Freddy Loix schon 1:41,2 Minuten. Mark Wallenwein hatte durch zwei Reifenschäden acht Minuten verloren und war infolgedessen von den Punkterängen weit entfernt.
Auf der zweiten Etappe griff Hänninen unter SupeRally-Regularien wieder in den Wettkampf ein, allerdings mit großem Rückstand. Neuville hingegen verzichtete auf einen Start und bereitete sich stattdessen auf die Golden Stage Rally vor. Nach dem Zwischenstand lag Mikkelsen auf Titelkurs. Sein jetzt noch größter Rivale Kopecký war auf Schützenhilfe van Al-Attiyah angewiesen, da Mikkelsen mit einem Sieg in jedem Fall Meister geworden wäre. Mikkelsen gelang es am Morgen aber, seinen Vorsprung auf über eine halbe Minute auszubauen. Al-Attiyah konterte auf WP8 trotz eines Drehers kurz vor dem Ziel mit einer Bestzeit und nahm Mikkelsen wieder sechs Sekunden ab. Doch auf der folgenden Verbindungsetappe ereilte Al-Attiyah ein Motorschaden. Da er keinen Ersatzmotor dabei hatte, musste er aufgeben. Mikkelsen lag nun praktisch uneinholbar in Führung und musste sein Fahrzeug nur noch ins Ziel bringen. Auf WP9 hatten sowohl Mikkelsen als auch Kopecký einen Reifenschaden, der Kopecký allerdings mehr Zeit kostete. Loix fiel wegen Motorproblemen auf den letzten beiden Prüfungen noch auf Platz fünf hinter Karl Kruuda zurück. Schließlich siegte Mikkelsen mit 1:40,5 Minuten Vorsprung auf Kopecký und gewann damit die Meisterschaft. Patrik Sandell holte sich als Drittplatzierter sein erstes Podiumsergebnis in der IRC. Zahlreiche Ausfälle spielten auch den Škoda-Deutschland-Piloten in die Karten. Matthias Kahle als Sechster und Mark Wallenwein als Achter fuhren ihre besten Saisonergebnisse ein. 26 Fahrzeuge wurden gewertet.
Mit Siegen in ihren jeweiligen Klassen sicherten sich Toshihiro Arai den Production Cup und Jean-Michel Raoux den 2WD Cup.

## Ergebnisse

### Endergebnis
| Pos. | Fahrer                | Beifahrer         | Fahrzeug                       | Gesamtzeit | Rückstand | Punkte |
| ---- | --------------------- | ----------------- | ------------------------------ | ---------- | --------- | ------ |
| 1    | Andreas Mikkelsen     | Ola Fløene        | Škoda Fabia S2000              | 2:25:18,5  |           | 50     |
| 2    | Jan Kopecký           | Pavel Dresler     | Škoda Fabia S2000              | 2:26:59,0  | 1:40,5    | 36     |
| 3    | Patrik Sandell        | Staffan Parmander | Škoda Fabia S2000              | 2:28:13,3  | 2:54,8    | 30     |
| 4    | Karl Kruuda           | Martin Järveoja   | Škoda Fabia S2000              | 2:29:51,5  | 4:33,0    | 24     |
| 5    | Freddy Loix           | Frédéric Miclotte | Škoda Fabia S2000              | 2:30:53,9  | 5:35,4    | 20     |
| 6    | Matthias Kahle        | Peter Göbel       | Škoda Fabia S2000              | 2:33:07,4  | 7:48,9    | 16     |
| 7    | Toshihiro Arai        | Dale Moscatt      | Subaru Impreza R4              | 2:33:34,7  | 8:16,2    | 12     |
| 8    | Mark Wallenwein       | Stefan Kopczyk    | Škoda Fabia S2000              | 2:38:25,2  | 13:06,7   | 8      |
| 9    | Jean-Michel Raoux     | Laurent Magat     | Renault Clio R3                | 2:39:54,9  | 14:36,4   | –      |
| 10   | Doros Loucaides       | Savvas Laos       | Peugeot 207 S2000              | 2:40:26,3  | 15:07,8   | 4      |
| 11   | Charalambos Timotheou | Pambos Laos       | Mitsubishi Lancer Evolution IX | 2:40:44,2  | 15:25,7   | 2      |

1. ↑  Auf Rang 9 platzierte sich ein Fahrer mit einem Fahrzeug eines Herstellers, der nicht in die IRC eingeschrieben war. Doros Loucaides rückte daher in der Punktevergabe auf und erhielt als 10. die Punktzahl für den 9. Platz.
2. ↑  Auf Rang 9 platzierte sich ein Fahrer mit einem Fahrzeug eines Herstellers, der nicht in die IRC eingeschrieben war. Charalambos Timotheou rückte daher in der Punktevergabe auf und erhielt als 11. die Punktzahl für den 10. Platz.

### Wertungsprüfungen
| Etappe                    | WP   | Uhrzeit | Name                    | Länge    | Sieger            | Zeit    | Ø-Tempo    | Gesamtführender   |
| ------------------------- | ---- | ------- | ----------------------- | -------- | ----------------- | ------- | ---------- | ----------------- |
| Etappe 1 (3.–4. November) | SS1  | 19:00   | LTV Super Special Stage | 3,20 km  | Andreas Mikkelsen | 2:48,9  | 68,21 km/h | Andreas Mikkelsen |
| Etappe 1 (3.–4. November) | SS2  | 10:47   | Koilinia 1              | 24,15 km | Andreas Mikkelsen | 20:23,8 | 71,04 km/h | Andreas Mikkelsen |
| Etappe 1 (3.–4. November) | SS3  | 12:10   | Salamiou 1              | 18,16 km | Thierry Neuville  | 11:51,4 | 91,90 km/h | Thierry Neuville  |
| Etappe 1 (3.–4. November) | SS4  | 14:47   | Koilinia 2              | 24,15 km | Andreas Mikkelsen | 20:05,6 | 72,11 km/h | Andreas Mikkelsen |
| Etappe 1 (3.–4. November) | SS5  | 16:10   | Salamiou 2              | 18,16 km | Andreas Mikkelsen | 11:51,2 | 91,92 km/h | Andreas Mikkelsen |
| Etappe 2 (5. November)    | SS6  | 9:29    | Gialia 1                | 14,82 km | Andreas Mikkelsen | 13:03,9 | 68,06 km/h | Andreas Mikkelsen |
| Etappe 2 (5. November)    | SS7  | 10:12   | Stavros 1               | 15,91 km | Andreas Mikkelsen | 11:25,7 | 83,53 km/h | Andreas Mikkelsen |
| Etappe 2 (5. November)    | SS8  | 11:10   | Anadiou 1               | 19,15 km | Nasser Al-Attiyah | 14:19,9 | 80,17 km/h | Andreas Mikkelsen |
| Etappe 2 (5. November)    | SS9  | 14:29   | Gialia 2                | 14,82 km | Juho Hänninen     | 12:48,3 | 69,44 km/h | Andreas Mikkelsen |
| Etappe 2 (5. November)    | SS10 | 15:12   | Stavros 2               | 15,91 km | Patrik Sandell    | 11:40,6 | 81,75 km/h | Andreas Mikkelsen |
| Etappe 2 (5. November)    | SS11 | 16:10   | Anadiou 2               | 19,15 km | Andreas Mikkelsen | 14:23,5 | 79,84 km/h | Andreas Mikkelsen |

## Golden Stage Rally
Im Anschluss an die Cyprus Rally fand am 6. November die Golden Stage Rally statt. Dabei handelte es sich um eine separate Veranstaltung, deren Ergebnis keinen Einfluss auf die Wertung der IRC nahm. Es wurde um ein Preisgeld von insgesamt 150.000 Euro gefahren, von denen 40.000 an den Sieger gingen. Die Rallye bestand aus zwei Wertungsprüfungen: eine 19,43 Kilometer lange Strecke mit wechselhaften Fahrbahnbelägen wurde zwei Mal abgefahren.
Zur Golden Stage Rally trat jedoch nur noch ein geringer Teil der IRC-Starter an. Al-Attiyah und Loix mussten wegen technischen Defekten auf den Start verzichten, während Mikkelsen mit seinem Team feiern und keinen Misserfolg riskieren wollte. Auch Arai und Škoda Deutschland reisten schon vorher ab.
Ein enges Duell um den Sieg lieferten sich zwei Pechvögel der vorangegangenen IRC-Rallye, Thierry Neuville und Juho Hänninen. Allen voran Neuville ging ein hohes Risiko ein und fuhr die gesamte Distanz am Limit. Er setzte sich am Ende mit sechs Sekunden Vorsprung gegen Hänninen durch. Das Podium komplettierte Jan Kopecký mit über einer halben Minute Rückstand.